# Cardito
Cardito é uma comuna italiana da região da Campânia, província de Nápoles, com cerca de 20.683 (cens. 2001) habitantes. Estende-se por uma área de 3 km², tendo uma densidade populacional de 6.894,33 hab/km². Faz fronteira com Afrágola, Caivano, Casoria, Crispano, Frattamaggiore.

## Demografia
| Variação demográfica do município entre 1861 e 2011                               |
|                                                                                   |
| Fonte: Istituto Nazionale di Statistica (ISTAT) - Elaboração gráfica da Wikipedia |